# Tamariskenspecht
Der Tamariskenspecht (Dendrocopos assimilis) ist eine Vogelart aus der Familie der Spechte (Picidae).

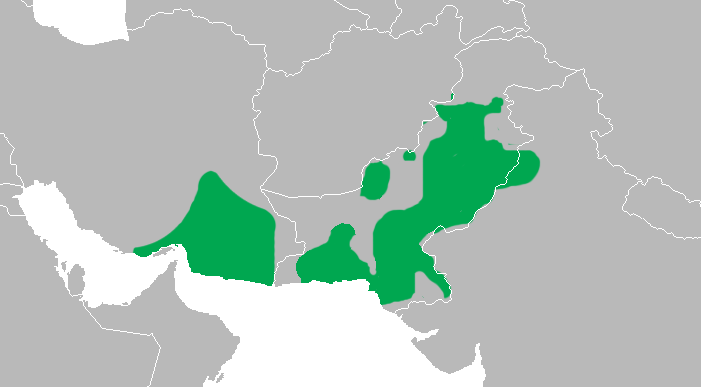
Ausbreitungsgebiet

Der Vogel kommt in Indien (Punjab), Pakistan (Belutschistan, Sindh und Punjab) und im südlichen Iran vor.
Der Lebensraum umfasst trockene baumbestandene Flächen, buschige Wüsten, Wadis mit einzelnen Akazien und Euphorbien, Galeriewald, Plantagen und Gärten meist im Tiefland, aber in Pakistan bis 1600, eventuell bis 2200 m Höhe.
Die Art ist Standvogel.
Das Artepitheton kommt von lateinisch assimilis ‚ähnlich‘.

## Merkmale
Der Vogel ist 20 bis 22 cm groß und wiegt zwischen 42 und 64 g. Das Männchen ist rot vom Scheitel bis zum Nacken mit etwas schwarz oder grau an der Federbasis, das Gesicht ist weiß, manchmal auf den Ohrdecken grau, die Zügel sind schwarz und reichen bis unter die Ohrdecken, gehen in einen schwarzen Streifen über, der seitlich bis zum Hals und zur Oberbrust herabzieht. Die Oberseite ist bläulich glänzend schwarz, auf den inneren Flügeldecken und äußeren Schulterdecken finden sich größere weiße Flecken. Die bräunlich-schwarzen Flugfedern haben breite weiße Binden. Die Schwanzoberseite ist schwarz mit breiten weißen Binden auf den beiden äußeren Steuerfedern. Die Unterseite ist weiß, manchmal leicht grau oder gelbbraun tingiert, auf den Flanken mit angedeuteter schwarzer Strichelung, an der Unterbrust leicht rosa. Die Unterflügeldecken sind rot. Der ziemlich lange Schnabel ist fast gerade, schiefergrau und am Unterschnabel blasser. Die Iris ist rotbraun bis braun, die Beine sind grau bis blaugrau.
Die Art ist dem Himalajaspecht (Dendrocopos himalayensis) ähnlich, aber der schwarze Bartstreif trifft sich am hinteren Nacken, hinten an den Ohrdecken findet sich keine schwarze Begrenzung, der weiße Fleck an Schulterfleck und Stirn ist jeweils größer, die Unterseite ist weißer, die Flügelbinden sind breiter und der Bürzel blasser pinkfarben. Vom Blutspecht (Dendrocopos syriacus) unterscheidet sie sich durch geringere Größe, den roten Scheitel, den schwarzen Streifen seitlich am Nacken und den kürzeren schwarzen Bruststreif.
Weibchen sind an Scheitel und Nacken schwarz, Jungvögel matter gefärbt, bräunlicher, oft eher rosafarben als rot, bei beiden Geschlechtern mit rotem Scheitelfleck.
Die Art ist monotypisch.

## Stimme
Der Ruf wird als einfaches „ptik“, leises „chir-rir-rirrh-rirrh“ oder „wicka, toi-whit toi-whit toi-whit“ beschrieben. Beide Geschlechter trommeln.

## Lebensweise
Die Nahrung besteht aus Ameisen, besonders Rossameisen und Larven holzbohrender Käfer, die meist einzeln auf Ästen und Zweigen, gern auch in Bodennähe und auf umgestürzten Bäumen durch Hämmern und Bohren gesucht werden.
Die Brutzeit liegt zwischen März und April. Beide Geschlechter erstellen die Nisthöhle im Baumstamm oder einem abgestorbenen Ast in 1 bis 4 m Höhe, gerne in Tamarisken. Das Gelege besteht aus 3 bis 4 Eiern, die von beiden Elternvögeln über 15 bis 16 Tage ausgebrütet werden.

## Gefährdungssituation
Die Art gilt als nicht gefährdet (Least Concern).